# Casa de Leones
Casa de Leones, znany także jako Los Leones (ang. House of Lions) – grupa muzyczna z Portoryko grająca muzykę reggaeton.
Członkowie zespołu to Miguel A. De Jesús, Jaime Borges, Héctor Padilla, Randy Ortiz i Joel Muñoz. Wszyscy członkowie rozpoczęli swoją karierę muzyczną od pisania tekstów i muzyki, grania oraz produkcji dla innych artystów.
Ich pierwszy album został wydany 26 czerwca 2007, a jeden przebój No Te Veo dotarł na 4. miejsce w rankingu magazynu Biiboard.